# 相川景見
相川 景見（あいかわ かげみ）は、江戸時代後期から明治時代前期の江戸幕府幕臣、歌人、国学者。

## 経歴・人物
文政8年（1825年）11月16日、西の丸御徒となる。譜代や御徒組頭などを歴任し、明治元年（1868年）8月5日、隠居する。歌人としても知られ、和歌を香川景樹に学び、能久親王に和歌を講義した。また寒川神社宮司の秋山光條とも交友があった。号は柏園や山の井を称した。著作に『船路の日記』、『柏園家集』、『柏園雑記』、『百異拾解』など。